# Vladimir Gelfand
Pour les articles homonymes, voir Gelfand.
Vladimir Natanovitch Gelfand (en russe : Влади́мир Ната́нович Ге́льфанд), né le 1er mars 1923 à Novoarkhanhelsk, dans l’oblast de Kirovohrad (RSS d'Ukraine), et mort le 25 novembre 1983 à Dnipropetrovsk (aujourd’hui Dnipro), est un officier soviétique, enseignant et auteur de journaux intimes.
Il a combattu pendant la Seconde Guerre mondiale dans les rangs de l’Armée rouge, d’abord comme simple soldat, puis comme sergent et officier. Il a tenu un journal détaillé relatant ses expériences sur le front soviétique, en Allemagne, en Pologne et dans d'autres zones de combat.
Après la guerre, il a vécu en Union soviétique, poursuivi son travail d'écriture et enseigné l'histoire ainsi que l'instruction civique dans un établissement d’enseignement professionnel. Ses journaux, publiés à titre posthume, constituent aujourd’hui une source précieuse pour l’étude de la guerre et de l’époque d’après-guerre.
Vladimir Gelfand est connu comme l’auteur de journaux intimes rédigés entre 1941 et 1946. Il y consignait quotidiennement ses expériences de soldat pendant la guerre, consignant ainsi un témoignage direct de cette période.
Son ouvrage intitulé Journal d’Allemagne 1945–1946 : Notes d’un soldat de l’Armée rouge (en allemand : Deutschland Tagebuch 1945–1946: Aufzeichnungen eines Rotarmisten) est publié pour la première fois en 2005 en Allemagne. Il s’agit du premier journal personnel d’un officier de l’Armée rouge publié en allemand.

## Biographie
Vladimir Gelfand naît le 1er mars 1923 dans le village de Novoarkhangelsk, dans l’oblast de Kirovohrad, en République socialiste soviétique d’Ukraine. Il est l’unique enfant d’une famille juive modeste.
De mai 1942 à novembre 1946, il sert dans les rangs de l’Armée rouge et adhère au Parti communiste de l'Union soviétique en 1943. En 1952, il est diplômé de l’Université d'État de Gorki à Molotov. De 1952 à 1983, il enseigne les sciences sociales et l’histoire dans une école professionnelle et technique (PTU).
La Seconde Guerre mondiale change radicalement le cours de sa vie. Jeune Juif ukrainien, Gelfand est confronté à la destruction, à la mort, à la camaraderie, à la trahison, ainsi qu’à l’étrangeté de lieux inconnus dans une Allemagne occupée par les Soviétiques. Il se rend chez des tailleurs, achète au marché noir, fréquente des bars, apprend la photographie et fait la connaissance de femmes. Il se montre à la fois observateur sensible et acteur de ces événements, n’hésitant pas à mentionner ses actes de vengeance et de pillage. Ses journaux constituent un témoignage unique sur la première occupation soviétique de l’Allemagne.

## Les avis de la presse sur ses écrits
« La force de ce journal d’un soldat soviétique réside dans sa description sans fard d’une réalité longtemps niée et restée dans l’ombre. Malgré l’horreur qu’il évoque, ce témoignage présente un grand intérêt, notamment parce qu’il parvient jusqu’à nous plusieurs décennies après les faits. Il est heureux que ces écrits aient pu être publiés — même avec soixante ans de retard —, du moins pour le public allemand, qui ne disposait jusque-là d’aucun récit comparable. Ce texte dévoile pour la première fois la personnalité des vainqueurs de l’Armée rouge et permet de mieux comprendre le point de vue des soldats soviétiques. Pour Poutine, et ses gardiens de la mémoire postsoviétique, il sera difficile d’ignorer ce journal ou de le reléguer parmi les « poisons » d’une Russie critique vis-à-vis de la propagande. »
« Le journal allemand de Gelfand, couvrant les années 1945–1946, se distingue à plusieurs égards. Il constitue un témoignage exceptionnel d’un témoin oculaire de la libération de la Pologne et de l’Allemagne de l’Est par l’Armée rouge. Étant donné que la rédaction de journaux personnels était interdite au sein de l’Armée rouge — sans doute pour des raisons de sécurité — les lecteurs peuvent déjà exprimer leur gratitude envers le lieutenant ukrainien Vladimir Gelfand, qui a eu le courage de transgresser cette interdiction. Bien que ce journal ne soit pas exhaustif dans toutes ses parties, il constitue un contrepoids important face aux révisionnistes historiques qui tentent de transformer la grande victoire de l’humanité sur le nazisme en une agression brutale des troupes staliniennes contre la civilisation occidentale. »
« Il s’agit du témoignage intime d’un soldat de l’Armée rouge devenu occupant en Allemagne, non soumis à la censure émotionnelle. Ce document est révélateur de ce que percevait un jeune soldat soviétique à la fin de la guerre et face à l’effondrement de la société allemande. Il offre une perspective entièrement nouvelle sur la fraternité des armes au sein de l’Armée rouge et sur son moral, trop souvent idéalisés par la propagande soviétique. De plus, les journaux de Gelfand remettent en question les thèses dominantes selon lesquelles les succès militaires de l’Armée rouge auraient été dus principalement au système de répression politique. À travers les émotions personnelles exprimées par Gelfand, on constate qu’en 1945–1946 — il existait également des relations étroites entre les hommes vainqueurs et les femmes vaincues. Ces témoignages montrent que de nombreuses femmes allemandes cherchaient le contact avec les soldats soviétiques, non pas uniquement pour des raisons matérielles ou par un besoin de protection. »
« Parmi les nombreux récits de témoins oculaires de la fin de la Seconde Guerre mondiale en Allemagne, on découvrit en 2005 le journal d’un jeune lieutenant de l’Armée rouge, qui participa à la prise de Berlin et demeura dans la ville jusqu’en septembre 1946. Le « Journal allemand » de Vladimir Gelfand suscita un large intérêt de la part des médias. Par ses observations personnelles, il éclaire d’un jour nouveau les récits allemands existants sur la chute de Berlin ainsi que sur les relations entre les occupants soviétiques et la population allemande de l’époque. »

## Autre
- Divers objets issus de la collection personnelle de Vladimir Gelfand – notamment des lettres, des documents, l’original du Journal des opérations militaires de la 301e division de fusiliers (Журнал боевых действий 301 стрелковой дивизии), des trophées et plusieurs autres pièces (environ 150 objets) – sont conservés au Musée germano-russe Berlin-Karlshorst.[5]
- Les manuscrits originaux des Journaux et lettres 1941–1946, ainsi que d'autres objets de la collection familiale de Vladimir Gelfand, ont été confiés au Musée juif et Centre de tolérance de Moscou, en Russie.
- Les manuscrits originaux des Journaux et lettres 1947–1983, des albums photo et d'autres objets issus de la collection familiale de Vladimir Gelfand ont été transmis au Musée de la Mémoire du peuple juif et de l'Holocauste en Ukraine à Dnipro, en Ukraine.

## Publications
- 2002 : Allemagne, Tagebuch 1941–1946  (ISBN 3-87989-360-8).
- 2005 : Allemagne, Deutschland Tagebuch 1945–1946  (ISBN 3-351-02596-3).
- 2006 : Suède, Tysk dagbok 1945–46  (ISBN 91-88858-21-9).
- 2008 : Allemagne, Deutschland Tagebuch 1945–1946  (ISBN 3746681553).
- 2012 : Suède, Tysk dagbok 1945–46  (ISBN 9789186437831).
- 2015 : Russie, Владимир Гельфанд. Дневник 1941–1946  (ISBN 978-5-8243-1983-5) ;  (ISBN 978-5-9953-0395-4).
- 2016 : Russie, Владимир Гельфанд. Дневник 1941–1946  (ISBN 978-5-8243-2023-7) ;  (ISBN 978-5-9953-0437-1)